# Купчегень
Купчеге́нь (рос. Купчеге́нь) — село в Онгудайському районі Республіки Алтай, адміністративний центр Купчегенського сільського поселення.
Розташовано на впаданні річки Купчегень в річку Великий Ільгумень (ліва притока Катуні).
Засновано в 1883 році.
Через Купчегень проходить федеральна траса М52 «Чуйський тракт» (приблизно 670-й кілометр). Прямо перед Купчегеном, в 10—12 кілометрах, траса проходить через перевал Чике-Таман.
У селі діє краєзнавчий музей. У околицях зустрічаються місця стародавніх поховань і кургани.